# Giovanni Battista Nolli

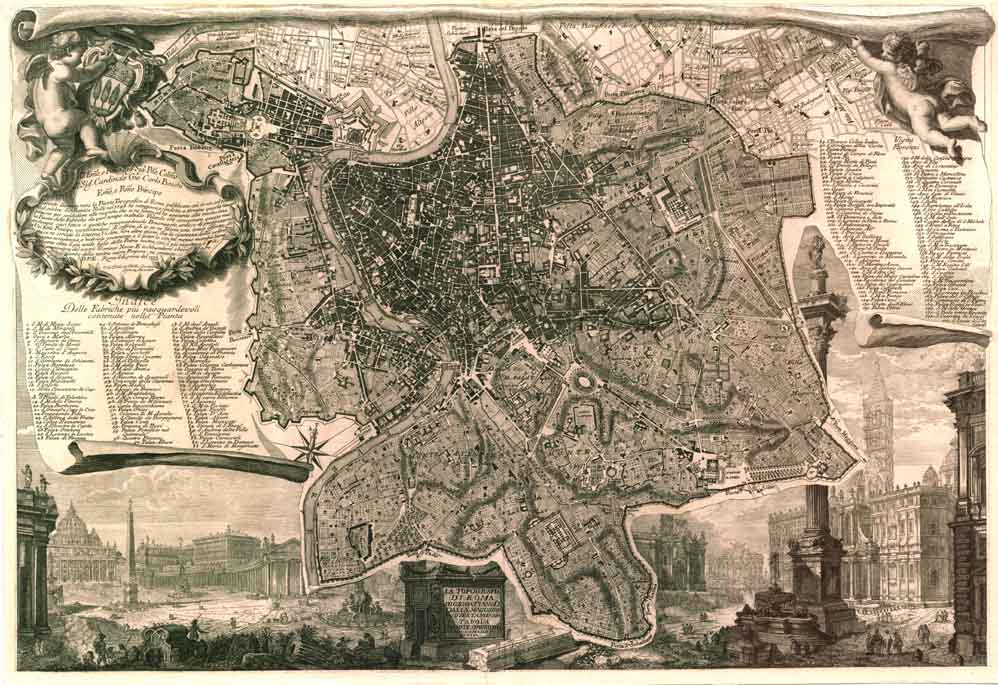
Nuova Topografia di Roma del 1748 incisa dal Nolli e dal Piranesi

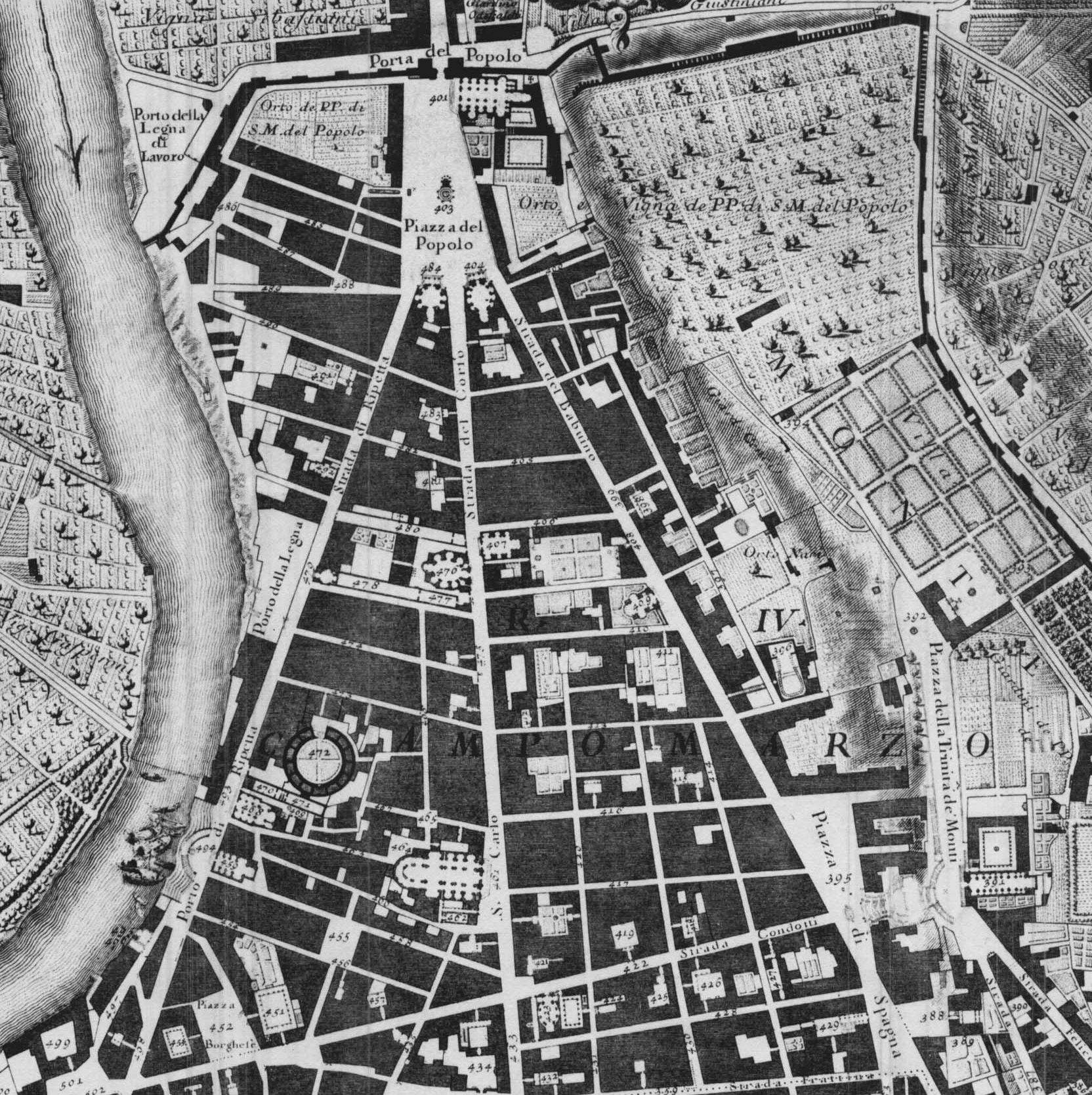
Nuova Topografia di Roma del Nolli (1748): particolare della zona di piazza del Popolo da cui si irradia il famoso "tridente", costituito dalle strade di Ripetta, del Corso e del Babuino

Giovanni Battista Nolli, detto anche Giambattista (Castiglione d'Intelvi (pieve di Montronio), 9 aprile 1701 – Roma, 3 luglio 1756), è stato un ingegnere e architetto italiano, più noto come incisore e cartografo.

## Biografia
Nato da Carlo Nolli e Caterina Solari, diventato adulto lasciò il natio paese del comasco, per svolgere la professione di geometra, inizialmente a Milano, dove curò la compilazione del locale catasto.
Si trasferì a Roma grazie alla conoscenza dell'abate milanese Diego Revillas, astronomo e matematico all'Università La Sapienza, che lo introdusse nei circoli di letterati, eruditi e scienziati gravitanti attorno alle corti delle prestigiose famiglie Albani e Corsini.
Una volta nell'Urbe, poiché nei suddetti ambienti letterari e scientifici si discuteva spesso del fatto che Roma - diversamente da altre grandi capitali europee - mancasse di una mappa moderna e particolareggiata, il Nolli maturò l'idea di colmare questo vuoto, iniziando nel 1736 a redigere una carta riportante dettagliatamente strade, monumenti e territorio circostante.
Avvalendosi della collaborazione del figlio Carlo (1724-1770), cui si aggiunsero nel tempo altre personalità illustri, come il giovane incisore veneto Giovanni Battista Piranesi ed il siciliano Giuseppe Vasi, il Nolli costituì un gruppo di lavoro che dapprima si autofinanziò per sostenere le spese quotidiane dell'opera e successivamente sfruttò l'interesse per le arti del cardinale Prospero Lambertini, salito al soglio pontificio come Benedetto XIV (1740-1758), il quale ufficializzò la realizzazione della mappa di Roma, autorizzando gli incaricati ad entrare anche in proprietà private (palazzi, giardini, conventi perfino quelli di clausura) per effettuare i rilievi.

### Nuova Topografia di Roma
Il risultato fu una straordinaria grande mappa (176 x 208 cm), la Nuova Topografia di Roma, composta di 12 fogli e corredata da indici dettagliati di strade, chiese e monumenti, che venne ultimata e pubblicata nel 1748. La mappa, inoltre, riporta la nuova divisione in 14 Rioni della città di Roma, stabilita nel 1744 da Benedetto XIV (al quale la carta è dedicata), che portò quindi alla realizzazione di splendide targhe lapidee, indicanti vie e piazze, molte delle quali tuttora presenti nelle strade della Capitale.
Infine, Nolli fu attivo a Roma anche come architetto. Resta da definire il contributo in questo senso che potrebbe aver dato all'edificazione di Villa Albani, alla quale quale comunque partecipò come geometra ed agrimensore del cardinale Alessandro; sicuramente progettò nel 1743 la ricostruzione della chiesa e del monastero di Sant'Alessio sull'Aventino (Roma), nonché il rifacimento della chiesa di
Santa Dorotea dal 1751 al 1756, anno della sua morte, avvenuta a Roma i primi di luglio: è in quest'ultima chiesa che egli è sepolto, alla base dell'altare maggiore.